# Muhammad Ali Jinnah
Muhammad Ali Jinnah, né Mahomedali Jinnahbhai le 25 décembre 1876 et mort le 11 septembre 1948, est un avocat et homme politique connu comme le fondateur du Pakistan. Il est la figure emblématique de la Ligue musulmane qu'il rejoint en 1913 et dirige lors de l'indépendance du Pakistan le 14 août 1947. Il devient le premier gouverneur général du pays, de l'indépendance à sa mort. Il est connu au Pakistan sous le nom de Baba Quaid-el-Azam (« Grand Leader ») et Baba-e-Qaum (« Le Père de la Nation ») et le jour de sa naissance est un jour férié.
Né à Karachi, Jinnah suit des études de droit au Lincoln's Inn de Londres avant de devenir un personnage influent du Congrès national indien dans les deux premières décennies du XXe siècle. Au début de sa carrière politique, Jinnah défend l'unité hindoue-musulmane et aide à la rédaction du pacte de Lucknow de 1916 entre le Congrès et la Ligue musulmane, un parti dont il était également devenu un membre important. Il devient l'un des principaux chefs de la All-India Home Rule League et propose une réforme constitutionnelle pour garantir les droits politiques des musulmans si l'Inde britannique obtenait son indépendance. Jinnah quitte néanmoins le Congrès en 1920 lorsque ce dernier, emmené par Mohandas Gandhi, décide de mener une campagne de Satyagraha ou résistance non violente contre le pouvoir britannique.
En 1940, Jinnah en était venu à la conclusion que les musulmans devraient avoir leur propre État et la Ligue musulmane vote la résolution de Lahore demandant une nation séparée. Durant la Seconde Guerre mondiale, la Ligue se renforce tandis que les chefs du Congrès sont emprisonnés, et lors des élections organisées peu après la guerre, elle remporte la plupart des sièges réservés aux musulmans. Le Congrès et la Ligue ne parviennent cependant pas à un accord de partage du pouvoir dans une Inde unie et les deux partis acceptent la solution de deux États : l'Inde à majorité hindoue et un pays à majorité musulmane qui est appelé Pakistan.
En tant que premier gouverneur général du Pakistan, Jinnah œuvre à la mise en place du gouvernement et des politiques de la nouvelle nation et il aide les millions de réfugiés musulmans qui avaient quitté l'Inde après la partition des Indes en supervisant personnellement la création de camps de réfugiés. Jinnah meurt à l'âge de 71 ans en septembre 1948 un an juste après la création du Pakistan. Il reste un personnage très respecté au Pakistan même si les opinions sont plus partagées en Inde. Selon son biographe, Stanley Wolpert, il reste le plus grand dirigeant du Pakistan.

## Biographie

### Jeunesse

#### Enfance
Jinnah est né Mahomedali Jinnahbhai probablement en 1876 à Karachi dans le district de Thatta. Le lieu de naissance de Jinnah se trouve dans le Sind, une province actuelle du Pakistan mais qui faisait alors partie de la présidence de Bombay de l'Inde britannique. Son père, Jinnahbhai Poonja, était un marchand gujarati prospère né dans une famille de marchands et tisserands du village de Paneli dans l'État princier de Gondal. Sa mère, Mithibai, était également originaire de ce village. Ils s'installent à Karachi vers 1875 après s'être mariés. Karachi connait alors une forte croissance économique car depuis l'ouverture du canal de Suez en 1869, elle est, du point de vue du transport maritime, 350 kilomètres plus proche de l'Europe que Bombay,.
La famille de Jinnah appartient à la branche ismaélienne khoja de l'islam chiite même si Jinnah suit par la suite les enseignements du chiisme duodécimain. Jinnah est le second enfant de la famille, et avait trois frères et trois sœurs dont Fatima Jinnah. Ses parents sont des locuteurs gujaratis et leurs enfants parlent également le kutchi, le sindhi et l'anglais. À l'exception de Fatima, on sait peu de choses de la vie de ses frères et sœurs et s'ils revirent leur frère plus tard dans sa vie.
Durant son enfance, Jinnah vit quelque temps avec une tante à Bombay et a peut-être étudié dans une médersa avant de s'inscrire à l'école Cathedral and John Connon. À Karachi, il étudie à l'université Madressatul Islam et au lycée d'une mission chrétienne,. Il obtient son diplôme de fin d'études à l'université de Bombay. Vers la fin de sa vie et en particulier après sa mort, de nombreuses histoires commencent à circuler sur l'enfance du fondateur du Pakistan : il aurait passé son temps libre au tribunal de police à écouter les procès et étudié à la lumière des réverbères. En 1954, son biographe officiel, Hector Bolitho interroge ses anciens amis d'enfance et écrit que le jeune Jinnah décourageait les autres enfants de jouer aux billes dans la poussière et les pressait de s'élever, de garder leurs mains et leurs vêtements propres et de jouer au cricket à la place.

#### En Angleterre
En 1892, Sir Frederick Leigh Croft, un partenaire commercial de Jinnahbhai Poonja, offrit au jeune Jinnah un apprentissage dans sa compagnie, la Graham's Shipping and Trading Company. Il accepta le poste malgré l'opposition de sa mère qui, avant de partir, avait arrangé son mariage avec une fille de deux ans sa cadette originaire du village de Paneli, Emibai Jinnah. La mère de Jinnah et sa première épouse moururent toutes deux durant son séjour en Angleterre. Même si l'apprentissage à Londres était une grande opportunité pour Jinnah, une des raisons de son départ était une décision de justice contre son père qui menaçait de séquestrer les propriétés de la famille. En 1893, la famille Jinnahbhai s'installa à Bombay.
Peu après son arrivée à Londres, Jinnah abandonna son apprentissage pour étudier le droit, ce qui ulcéra son père qui lui avait donné, avant son départ, de quoi vivre pendant trois ans. L'étudiant en droit rejoignit le Lincoln's Inn en avançant plus tard qu'il avait choisi cet établissement à la place des autres Inns of Court car la principale entrée du Lincoln's Inn portait les noms des grands législateurs dont Mahomet. Le biographe de Jinnah, Stanley Wolpert, nota qu'il n'y avait pas de telles inscriptions mais qu'il existait une fresque représentant Mahomet et les autres législateurs et spécula que Jinnah aurait peut-être édité l'histoire pour éviter de mentionner une représentation de Mahomet qui aurait été jugée offensante par de nombreux musulmans. L'éducation juridique de Jinnah suivit le système d'apprentissage, ce qui avait été la règle pendant plusieurs siècles. Pour apprendre le droit, il assista un avocat établi et étudia les textes de loi. Durant cette période, il raccourcit son nom en Muhammad Ali Jinnah.
Durant ses études en Angleterre, Jinnah fut influencé par le libéralisme britannique du XIXe siècle comme de nombreux autres leaders indépendantistes indiens. Cette éducation politique lui fit découvrir les idées de démocratie et de progressisme politique. Il devint un admirateur des leaders politiques indiens parsis Dadabhai Naoroji et Pherozeshah Mehta. Naoroji était devenu le premier membre du Parlement du Royaume-Uni d'origine indienne peu avant l'arrivée de Jinnah en étant élu dans la circonscription de Finsbury au nord de Londres. Jinnah écouta son premier discours à la Chambre des communes depuis le balcon des visiteurs,.
Le monde occidental inspira non seulement la pensée politique de Jinnah mais également ses préférences personnelles, en particulier dans l'habillement. Il abandonna la tenue indienne pour des vêtements de type occidental et tout au long de sa vie, il était toujours impeccablement habillé en public. Il possédait plus de 200 costumes qu'il portait avec des chemises fortement amidonnées et des cols amovibles et en tant qu'avocat, il était fier de ne jamais porter deux fois la même cravate en soie. Même lorsqu'il était à l'article de la mort, il insistait sur le fait d'être habillé formellement, « je ne voyagerai pas dans mon pyjama ». À la fin de sa vie, il portait fréquemment un caracul qui fut par la suite appelé le « chapeau Jinnah ».
Déçu par le droit, Jinnah commença une brève carrière théâtrale avec une compagnie shakespearienne mais la quitta après avoir reçu une sévère lettre de son père. En 1895, à l'âge de 19 ans, il devint le plus jeune Indien à devenir avocat en Angleterre avant de retourner brièvement à Karachi puis de s'installer à Bombay.

### Début de carrière judiciaires et politiques

#### Avocat
À l'âge de 20 ans, Jinnah commença son activité d'avocat à Bombay où il était le seul juriste musulman de la ville. L'anglais était devenu sa langue principale et il le resta tout au long de sa vie. Durant ses trois premières années d'activité, entre 1897 et 1900, il ne s'occupa que d'affaires mineures. Sa carrière s'accéléra lorsque l'avocat général de Bombay, John Molesworth MacPherson, l'invita à travailler dans son cabinet,. En 1900, P. H. Dastoor, un magistrat de la présidence de Bombay, quitta temporairement son poste et Jinnah assura l'intérim. Au bout de six mois, on lui proposa de conserver cette fonction pour un salaire de 1 500 roupies par mois. Jinnah déclina poliment en affirmant qu'il envisageait de gagner 1 500 roupies par jour, une somme énorme pour l'époque, ce qu'il parvint à obtenir par la suite,,. Néanmoins, en tant que gouverneur général du Pakistan, il fixa son salaire à une roupie par mois.
En tant qu'avocat, Jinnah devint célèbre dans sa gestion habile du Caucus Case de 1907. Dans cette affaire, les Indiens affirmaient que les Européens truquaient les élections municipales de Bombay pour garder Pherozeshah Mehta en dehors du conseil municipal. Même si Jinnah ne remporta pas le procès, son plaidoyer et sa logique juridique le firent connaître,. En 1908, l'un de ses adversaires au sein du Congrès national indien, Bal Gangadhar Tilak, fut arrêté pour sédition. Tilak engagea Jinnah dans l'espoir d'être libéré sous caution mais il perdit son procès où il avait assuré seul sa défense. Jinnah parvint cependant à obtenir l'acquittement de Tilak lorsque celui-ci fut à nouveau accusé de sédition en 1916.
L'un des collègues de Jinnah à la Haute Cour de Bombay se souvint que « l'opinion de Jinnah en lui-même était incroyable » ; il se rappela que lorsqu'un juge l'admonesta avec « M. Jinnah, rappelez-vous que vous ne vous adressez pas à un juge de troisième rang », Jinnah répondit « votre honneur, permettez-moi de vous avertir que vous ne vous adressez pas à un plaideur de troisième rang ».

#### Arrivée en politique

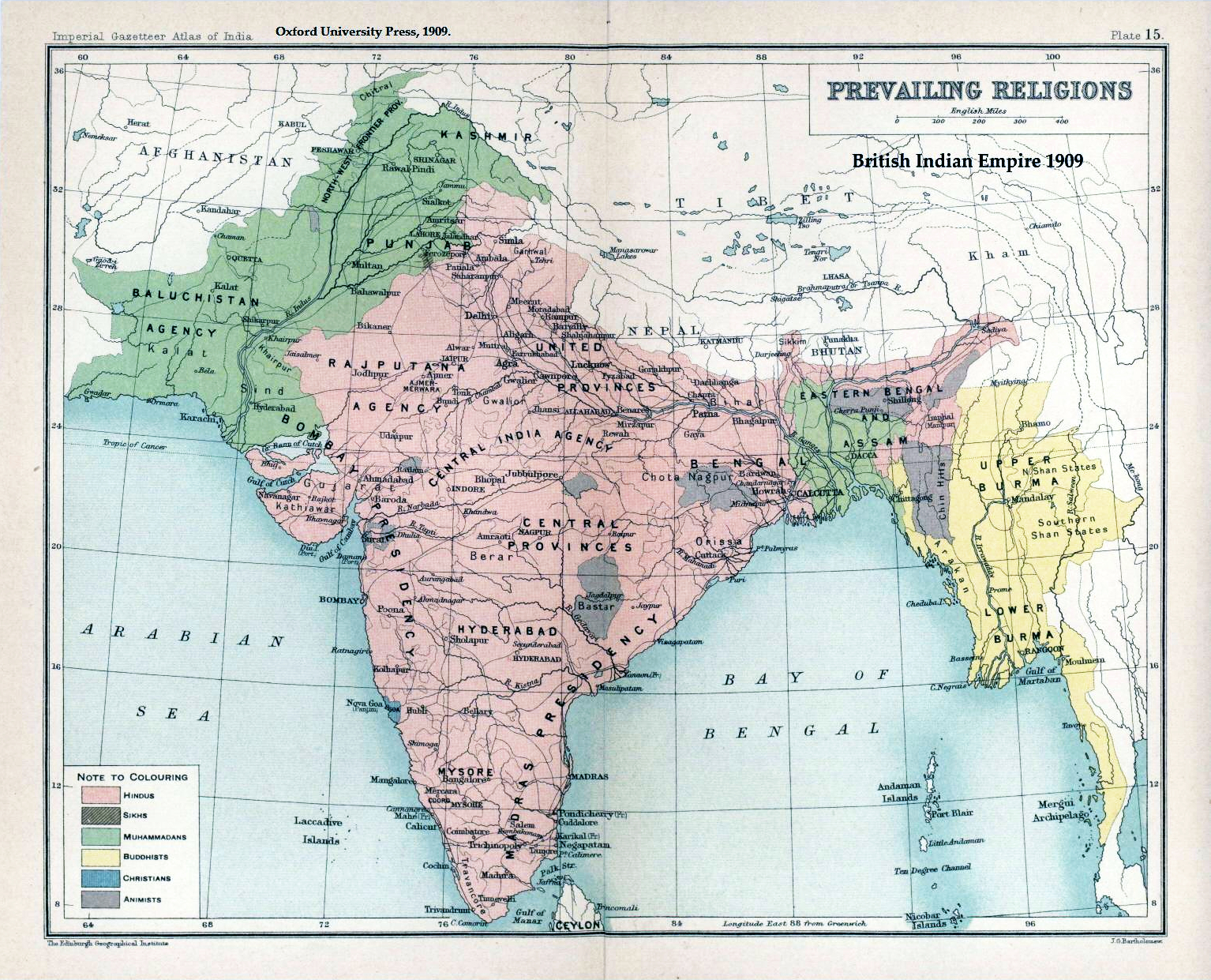
Carte des religions majoritaires en Inde britannique en 1909

En 1857, de nombreux Indiens s'étaient soulevés contre la domination britannique. À la suite du conflit, certains Anglo-Indiens et des Indiens au Royaume-Uni appelèrent à une plus grande autonomie pour le sous-continent indien et cela déboucha sur la création du Congrès national indien en 1885. La plupart des membres fondateurs avaient été éduqués en Grande-Bretagne et se contentaient des réformes minimales réalisées par le gouvernement. Les musulmans étaient peu enthousiastes à l'idée d'institutions démocratiques en Inde britannique car ils représentaient entre un quart et un tiers de la population contre une majorité hindoue. Les premières réunions du Congrès comprenaient une minorité de musulmans dont la plupart était issue de l'élite.
Jinnah commença sa vie politique en assistant au 20e rassemblement annuel du Congrès à Bombay en décembre 1904. Il appartenait à une branche modérée qui défendait une unité hindoue-musulmane pour obtenir l'autonomie et suivait des leaders comme Mehta, Naoroji et Gopal Krishna Gokhale. Son groupe s'opposait à des dirigeants comme Tilak et Lala Lajpat Rai qui défendaient des actions rapides pour parvenir à l'indépendance. En 1906, une délégation de leaders musulmans menée par l'Aga Khan rencontra le nouveau vice-roi des Indes, Lord Minto pour lui assurer de leur loyauté et demander que les réformes politiques soient protégées de la « majorité [hindoue] antipathique ». Déçu par cette action, Jinnah écrivit une lettre à l'éditeur du journal Gujarati pour demander de quelle autorité disposaient les membres de la délégation pour parler au nom des musulmans indiens car ils n'étaient pas élus et s'étaient auto-proclamés. Lorsque la plupart de ces dirigeants se rencontrèrent à Dacca en décembre 1906 pour former la Ligue musulmane et défendre les intérêts de leur communauté, Jinnah s'y opposa à nouveau. L'Aga Khan écrivit plus tard qu'il était « grotesquement ironique » que Jinnah, qui mena plus tard la Ligue vers l'indépendance, « marqua son amère hostilité envers tout ce que mes amis et moi avions faits… Il déclara que nos principes d'électorats séparés divisaient la nation ». La Ligue n'était cependant pas très influente à l'époque ; Lord Minto refusa de la considérer comme représentative de la communauté musulmane et elle ne parvint pas à empêcher l'annulation en 1911 de la partition du Bengale, une action considérée comme contraire aux intérêts musulmans.
Même si Jinnah s'opposait initialement aux électorats séparés pour les musulmans, il utilisa ce moyen pour remporter sa première fonction élective en tant que représentant musulman de Bombay au Conseil législative impérial. À l'âge de 35 ans, il était un candidat de compromis lorsque deux musulmans plus connus ne parvinrent pas à se départager. Le conseil, qui avait été élargi à soixante membres dans le cadre de réformes appliquées par Lord Minto, proposait des législations au vice-roi. Seuls les officiels pouvaient voter au conseil ; les membres non officiels comme Jinnah n'avaient pas le droit de vote. Tout au long de sa carrière légale, Jinnah pratiqua le droit des successions (avec de nombreux clients de la noblesse indienne) et en 1911, il présenta la loi de validation du Waqf pour placer les lois religieuses musulmanes sur une base légale stable sous la loi britannique indienne. Deux ans plus tard, la mesure fut adoptée et elle était la première loi défendue par un membre non officiel à être adoptée par le conseil et à être validée par le vice-roi,. Jinnah fut également nommé à un comité qui aida à la fondation de l'Académie militaire indienne à Dehradun.
En décembre 1912, Jinnah fit un discours devant l'assemblée annuelle de la Ligue musulmane même s'il n'en était pas encore membre. Il rejoignit la Ligue un an plus tard tout en restant membre du Congrès national indien et mit l'accent sur le fait que l'adhésion à la Ligue était en seconde position par rapport à la « cause nationale supérieure » d'une Inde libre. En avril 1913, il se rendit à nouveau en Grande-Bretagne, avec Gokhale, pour rencontrer les officiels britanniques pour le compte du Congrès. Gokhale, un hindou, avança par la suite au sujet de Jinnah que « [sa] liberté de tous les préjugés sectaires ferait de lui le meilleur ambassadeur de l'unité hindoue-musulmane ». Jinnah mena une autre délégation du Congrès à Londres en 1914 mais du fait du déclenchement de la Première Guerre mondiale, il trouva peu d'officiels intéressés par les réformes en Inde. Par coïncidence, il se trouvait en Grande-Bretagne au même moment que l'homme qui devint l'un de ses principaux rivaux, Mohandas Gandhi, un avocat hindou célèbre pour avoir développé son idée de satyagraha, désobéissance civile non violente, alors qu'il se trouvait en Afrique du Sud. Jinnah assista à une réception en l'honneur de Gandhi et rentra en Inde en janvier 1915.

#### Rupture avec le Congrès

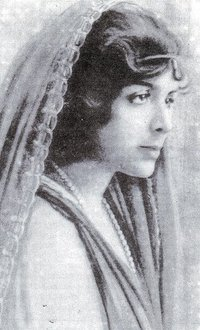
Maryam Jinnah, la seconde épouse de Muhammad Ali Jinnah

La faction modérée de Jinnah au Congrès fut affaiblie par les morts de Mehta et de Gokhale en 1915 ; de plus, Naoroji resta à Londres jusqu'à sa mort en 1917 et cela isola la faction. Néanmoins, Jinnah travailla à la réunion du Congrès et de la Ligue. En 1916, Jinnah était devenu président de la Ligue musulmane et les deux organisations signèrent le pacte de Lucknow qui établissait des quotas pour les hindous et les musulmans dans les politiques provinciales. Même si l'accord ne fut jamais complètement appliqué, sa signature initia une période de coopération entre le Congrès et la Ligue,.
Durant la Première Guerre mondiale, Jinnah rallia les autres modérés indiens et soutint l'effort de guerre britannique en espérant que cela serait récompensé par une plus grande autonomie. Jinnah joua un rôle important dans la fondation de la All-India Home Rule League en 1916. Avec des leaders politiques comme Annie Besant et Tilak, Jinnah demandait la mise en place de la Home Rule pour l'Inde et le statut de dominion autonome similaire à celui du Canada, de la Nouvelle-Zélande et de l'Australie ; du fait de la guerre, les politiciens britanniques n'étaient cependant pas intéressés par une réforme constitutionnelle en Inde. Le secrétaire d'État pour l'Inde, Edwin Montagu, écrivit dans ses mémoires que Jinnah était « jeune, parfaitement éduqué, d'une apparence impressionnante, armé jusqu'aux dents avec la dialectique et pressant sur l'ensemble de son plan ».
En 1918, Jinnah épousa sa seconde femme, Rattanbai Petit (« Ruttie »), de 24 ans sa cadette. Elle était la fille élégante de son ami Sir Dinshaw Petit et appartenait à une famille de l'élite parsie de Bombay. Le mariage fut critiqué par la famille de Rattanbai, par la communauté parsie et par quelques chefs religieux musulmans. Rattanbai défia sa famille et se convertit à l'islam ; elle adopta le nom de Maryam Jinnah (sans jamais l'utiliser) et elle se coupa complètement de sa famille et de la société parsie. Le couple résidait à Bombay et voyageait fréquemment en Inde et en Europe. Le couple eut une fille, Dina Wadia, née le 15 aout 1919,. Le couple se sépara peu avant la mort de Ruttie en 1929 et la sœur de Jinnah, Fatima, s'occupa de lui et de sa fille.
Les relations entre les Indiens et les Britanniques se tendirent en 1919 lorsque le Conseil législatif impérial prolongea indéfiniment les mesures répressives mises en place durant la guerre ; Jinnah démissionna du Conseil à la suite de cette décision. L'agitation s'étendit à toute l'Inde et s'aggrava après le massacre d'Amritsar au cours duquel plusieurs centaines de manifestants furent abattus par des soldats britanniques. À la suite de l'incident, Gandhi, qui était revenu en Inde et était devenu un leader respecté et très influent au Congrès, appela à la satyagraha contre les Britanniques. La proposition de Gandhi rassembla un large soutien chez les hindous et attira également de nombreux musulmans. Gandhi avait acquis une grande popularité parmi les musulmans du fait de son combat durant la guerre pour le compte de musulmans emprisonnés ou tués,,. À la différence de Jinnah et des autres dirigeants du Congrès, Gandhi ne portait pas de vêtements de type occidental, faisait de son mieux pour utiliser une langue indienne à la place de l'anglais et était profondément imprégné par la culture indienne. Le style local de Gandhi acquit une grande popularité auprès des Indiens. Jinnah critiqua Gandhi pour son soutien au mouvement Califat qu'il voyait comme un groupe religieux extrémiste. De même, il considérait que la campagne de satyagraha proposée par Gandhi comme une forme d'anarchie politique et pensait que l'autonomie devrait être obtenue par des moyens constitutionnels. Il s'opposa à Gandhi alors que l'opinion publique indienne était largement en sa faveur. Durant la session de 1920 du Congrès à Nagpur, Jinnah fut réduit au silence par les délégués qui votèrent l'application de la politique de désobéissance civile jusqu'à ce que l'Inde soit libre. Jinnah ne participa au rassemblement de la Ligue dans la même ville qui vota une résolution similaire. Du fait du soutien du Congrès à la campagne de Gandhi, Jinnah quitta la formation et abandonna toutes ses fonctions sauf celles au sein de la Ligue,.

### Traversée du désert
Jinnah se consacra à son activité de juriste au début des années 1920 mais il poursuivit son engagement politique. L'alliance entre Gandhi et le mouvement Califat ne dura pas longtemps et la campagne de désobéissance civile se révéla moins efficace qu'espéré car les institutions de l'Inde continuaient de fonctionner. Jinnah chercha des solutions politiques et envisagea de former un nouveau parti pour rivaliser avec le Congrès. En septembre 1923, Jinnah fut élu représentant musulman pour Bombay au sein de la nouvelle Assemblée législative centrale. Il démontra une grande aptitude en tant que parlementaire. Il poussa de nombreux Indiens à travailler avec le parti Swaraj et continua ses pressions pour obtenir un gouvernement complètement autonome. En 1925, en reconnaissance de ses activités législatives, le vice-roi sur le départ, Lord Reading, lui offrit un titre de chevalier. Il répondit « je préfère être simplement M. Jinnah » (au lieu de Sir Jinnah).
En 1927, le gouvernement britannique du Premier ministre conservateur Stanley Baldwin entreprit l'évaluation décennale de la politique indienne imposée par le Government of India Act de 1919. L'évaluation commença deux ans plus tôt que prévu car Baldwin craignait de perdre son poste à l'élection suivante ; il perdit effectivement l'élection de 1929. Le cabinet était influencé par le chancelier de l'Échiquier Winston Churchill, qui s'opposait fermement à une autonomie pour l'Inde, et ses membres espéraient qu'en organisant en avance une commission, les politiques indiennes qu'ils défendaient survivraient à la chute de leur gouvernement. La commission, menée par le député libéral John Allsebrook Simon mais composée d'une majorité de conservateurs, arriva en Inde en mars 1928. À leur arrivée, ils furent ignorés par les leaders indiens, musulmans et hindous, ulcérés par le refus britannique d'inclure des représentants indiens dans la commission. Une minorité de musulmans quitta cependant la Ligue, choisit d'accueillir la commission Simon et répudia Jinnah. La plupart des membres du conseil exécutif de la Ligue restèrent néanmoins fidèles à Jinnah et les rassemblements de décembre 1927 et de janvier 1928 confirmèrent son statut de président permanent de la Ligue. Durant cette session, Jinnah déclara aux délégués qu'« une guerre constitutionnelle avait été déclarée contre la Grande-Bretagne. Les négociations pour un accord ne viendront pas de notre côté… En nommant une commission exclusivement blanche, [le secrétaire d'État aux Indes] Lord Birkenhead a proclamé notre incapacité à l'autonomie ».
En 1928, Lord Birkenhead défia les Indiens de présenter leurs propositions pour des changements constitutionnels en Inde. En réponse, le Congrès organisa un comité présidé par Motilal Nehru. Son rapport défendait des circonscriptions basées sur la géographie en avançant que dépendre l'une de l'autre pour les élections permettrait de rassembler les communautés. Jinnah, même s'il privilégiait des circonscriptions basées sur la religion pour garantir la représentation des musulmans, était prêt à faire des concessions sur ce point mais les négociations entre les deux partis échouèrent. Il avança des propositions qui, selon lui, satisferaient un grand nombre de musulmans et réuniraient la Ligue en demandant la représentation obligatoire des musulmans dans les législatures et les gouvernements. Ces propositions devinrent connus sous le nom des « Quatorze points de Jinnah ». Il ne parvint cependant pas à obtenir le vote de ces idées car le rassemblement de la Ligue à Delhi fut marqué par des conflits internes.
Après la défaite de Baldwin aux élections générales britanniques de 1929, le travailliste Ramsay MacDonald devint Premier ministre. Ce dernier désirait organiser une conférence des leaders indiens et britanniques à Londres pour discuter de l'avenir du sous-continent indien, un choix défendu par Jinnah. Trois conférences furent organisées entre 1930 et 1932 mais aucune ne parvint à un accord. Jinnah participa aux deux premières réunions en tant que délégué mais ne fut pas invité à la dernière. Il passa l'essentiel de son temps en Grande-Bretagne entre 1930 et 1934 où il travailla en tant qu'avocat au comité judiciaire du Conseil privé et s'occupait des affaires liées à l'Inde. Ses biographes ne sont pas d'accord sur la raison de son séjour prolongé en Grande-Bretagne ; Wolpert avance que si Jinnah avait été nommé Law Lord, il y serait resté toute sa vie et indique qu'il aurait peut-être cherché un poste parlementaire,. Son premier biographe, Hector Bolitho dément que Jinnah aurait voulu rentrer au Parlement du Royaume-Uni tandis que Jaswant Singh juge que cette période était une forme de congé par rapport aux querelles indiennes. Bolitho qualifie cette période des « années d'ordre et de réflexion de Jinnah coincées entre le temps des premières luttes et la tempête finale de la conquête ».
En 1931, Fatima Jinnah rejoignit son frère en Angleterre. À partir de cette période, Muhammad Jinnah reçut un soutien personnel de sa part alors qu'il vieillissait et commençait à souffrir de maladies pulmonaires qui finiront par le tuer. Elle vécut et voyagea avec lui et devint une proche conseillère. La fille de Muhammad Jinnah, Dina, fut éduquée en Angleterre et en Inde. Jinnah s'éloigna par la suite d'elle lorsqu'elle décida d'épouser un homme d'affaires chrétien, Neville Wadia. Quand il la pressa d'épouser un musulman, elle lui rappela qu'il s'était marié avec une femme élevée dans une foi différente. Jinnah continua de correspondre cordialement avec sa fille mais leurs relations étaient tendues et elle ne revint au Pakistan que pour les funérailles de son père,.

### Retour en politique

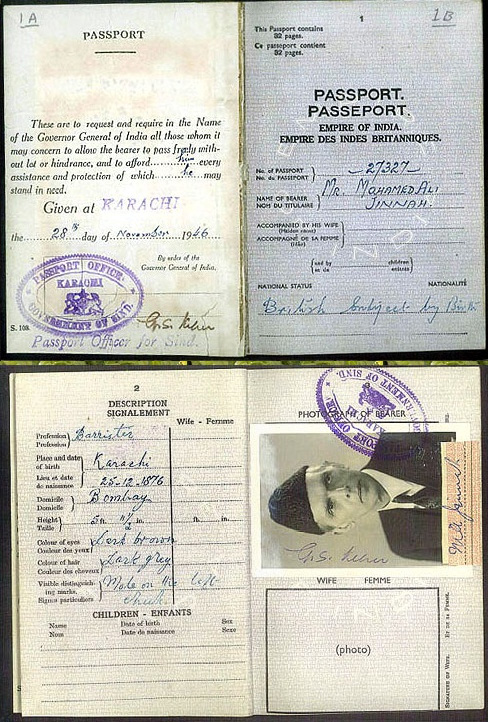
Passeport de Muhammad Jinnah délivré par le Raj britannique.

À partir de 1933, les musulmans indiens, particulièrement dans les Provinces unies d'Agra et d'Oudh, commencèrent à presser Jinnah de rentrer en Inde et de reprendre la direction de la Ligue musulmane qui avait perdu de son influence. Il restait président titulaire de la Ligue mais refusa de se rendre en Inde pour présider à sa session d'avril 1933 en écrivant qu'il ne pourrait pas revenir en Inde avant la fin de l'année. Parmi ceux qui rencontrèrent Jinnah pour le presser de rentrer et de redynamiser la Ligue figurait Liaquat Ali Khan, qui devint l'un de ses principaux associés dans les années qui suivirent et le premier chef de gouvernement pakistanais. À la demande de Jinnah, Liaquat discuta de son retour avec de nombreux politiciens musulmans,. Jinnah revint dans le sous-continent indien au début de l'année 1934 même s'il continua de faire des séjours fréquents au Royaume-Uni du fait de ses activités de juriste pendant quelques années,.
Les musulmans de Bombay élurent Jinnah, alors qu'il se trouvait encore à Londres, comme leur représentant à l'Assemblée législative centrale en octobre 1934,. Le Government of India Act de 1935 accorda un pouvoir considérable aux provinces indiennes et créa un parlement central faible à New Delhi sans pouvoirs sur la politique étrangère, la défense et la plus grande partie du budget. La Ligue accepta ces changements avec réticence. Le Congrès était bien mieux préparé pour les élections provinciales de 1937 et la Ligue ne parvint pas à obtenir une majorité des sièges musulmans même dans les provinces où les électeurs de cette foi étaient majoritaires. Elle remporta la majorité des sièges musulmans à Delhi mais ne parvint pas à former un gouvernement ailleurs même si elle se trouvait dans la coalition au pouvoir dans la présidence du Bengale. Le Congrès et ses alliés arrivèrent au pouvoir même dans la province de la Frontière-du-Nord-Ouest où la Ligue ne remporta aucun siège alors que la quasi-totalité des habitants étaient musulmans.
Selon Singh, « les événements de 1937 eurent un effet terrible, presque traumatisant sur Jinnah ». Malgré sa conviction de vingt ans que les musulmans pourraient protéger leurs droits dans une Inde unie grâce à des électorats séparés, des frontières provinciales tracées pour préserver des majorités musulmanes et d'autres mesures de protections des droits des minorités, les électeurs musulmans n'étaient pas parvenus à s'unir et les questions que Jinnah avait espéré mettre en avant disparurent au milieu des querelles entre factions,. Singh décrivit l'effet des élections de 1937 sur l'opinion politique musulmane : « Lorsque le Congrès forma un gouvernement et alors que presque tous les membres musulmans de l'Assemblée législative se trouvaient sur les bancs de l'opposition, les musulmans n'appartenant pas au Congrès furent soudainement confrontés à l'amère réalité de leur impuissance politique presque totale. Ils réalisèrent comme un coup de tonnerre que même si le Congrès ne remportait pas un seul siège musulman (...), tant qu'il s'assurait d'une majorité absolue à la Chambre, sur la base des sièges généraux, il pouvait former un gouvernement seul. ».
Dans les deux années qui suivirent, Jinnah travailla à renforcer le soutien des musulmans envers la Ligue. Il obtint le droit de parler pour les gouvernements provinciaux du Bengale et du Penjab à majorité musulmane auprès du gouvernement central et réduisit le coût de l'adhésion à deux annas (⅛ de roupie) contre quatre pour rejoindre le Congrès. Il restructura la Ligue sur le modèle du Congrès en plaçant l'essentiel du pouvoir dans un comité de travail qu'il nomma. En décembre 1939, Liaquat estima que la Ligue comptait trois millions de membres.

### Lutte pour l'indépendance

#### Seconde Guerre mondiale et résolution de Lahore
Jusqu'à la fin des années 1930, la plupart des musulmans et des hindous pensaient qu'à l'indépendance, ils appartiendraient à un État uni couvrant toute l'Inde britannique. Certains avancèrent néanmoins des propositions nationalistes. Dans un discours durant un rassemblement de la Ligue à Allahabad en 1930, Mohamed Iqbal appela à la création d'un État pour les musulmans d'Inde. En 1933, Choudhary Rahmat Ali publia un pamphlet élaborant l'idée d'un « Pakistan » dans la vallée de l'Indus tandis que d'autres noms étaient donnés aux régions à majorité musulmanes ailleurs en Inde. Jinnah et Iqbal correspondirent en 1936 et 1937 ; dans les années qui suivirent, Jinnah avança qu'Iqbal était son mentor et il utilisa ses idées et sa rhétorique dans ses discours.
Alors que de nombreux leaders du Congrès envisageaient de doter le nouvel État indien d'un gouvernement central fort, certains politiciens musulmans, dont Jinnah, étaient réticents à cette idée si elle ne comprenait pas d'importantes protections pour leur communauté. D'autres musulmans soutenaient le Congrès qui défendait officiellement la création d'un État laïc même si l'aile conservatrice (emmenée par Madan Mohan Malaviya et Sardar Vallabhbhai Patel) considérait qu'une Inde indépendante devrait édicter des lois basées sur l'hindouisme. L'incapacité de la direction du Congrès à désavouer les nationalistes hindous inquiéta ses partisans musulmans même s'il continua d'être largement soutenu par les musulmans jusqu'aux alentours de 1937.
Après les élections de 1937, les négociations pour former un gouvernement de coalition entre le Congrès et la Ligue dans les Provinces unies d'Agra et d'Oudh échouèrent, accroissant la séparation des communautés. Jinnah demanda que la question du partage du pouvoir soit réglée sur une base nationale et qu'il soit accepté, en tant que président de la Ligue, comme le seul porte-parole de la communauté musulmane. Selon le journaliste Balraj Puri, Jinnah se tourna vers l'idée de partition avec un « profond désespoir ». L'historien Akbar S. Ahmed suggère que Jinnah abandonna ses espoirs de réconciliation avec le Congrès lorsqu'il « redécouvrit ses propres racines [islamiques], son propre sentiment d'identité, de culture et d'histoire qui devint de plus en plus influent à la fin de sa vie ». Jinnah commença également à porter de plus en plus de tenues musulmanes à partir de la fin des années 1930.
Le 3 septembre 1939, le Premier ministre britannique Neville Chamberlain déclara la guerre à l'Allemagne nazie. Le lendemain, le vice-roi Lord Linlithgow annonça, sans consulter les leaders politiques indiens, que l'Inde était entrée en guerre aux côtés du Royaume-Uni. Il y eut de nombreuses protestations et après une rencontre avec Jinnah et Gandhi, Lord Linlinthgow annonça que les négociations sur l'autonomie étaient suspendue jusqu'à la fin de la guerre. Le 14 septembre, le Congrès demanda l'indépendance immédiate et la formation d'une assemblée constituante pour rédiger une constitution ; lorsque cela fut refusé, ses huit gouvernements provinciaux démissionnèrent le 10 novembre et les gouverneurs furent obligés de diriger par décrets jusqu'à la fin du conflit. De son côté, Jinnah était prêt à faire des concessions aux Britanniques qui en retour le considérèrent de plus en plus, avec la Ligue, comme les représentants des musulmans indiens. Comme Jinnah affirma plus tard, « après le début de la guerre (...) j'ai été traité de la même manière que M. Gandhi. J'étais émerveillé de voir que l'on m'avait promu et accordé une place aux côtés de M. Gandhi ». Même si la Ligue ne participa pas activement à l'effort de guerre britannique, elle ne fit rien pour s'y opposer.
Du fait de la plus grande coopération entre musulmans et Britanniques, le vice-roi demanda à Jinnah d'exprimer la position de la Ligue musulmane sur l'autonomie de l'Inde, persuadé qu'elle différerait grandement de celle du Congrès. Le comité de travail de la Ligue se réunit pendant quatre jours en février 1940 pour désigner un sous-comité qu'il chargea de présenter une proposition qui déboucha sur un « dominion indépendant en relation directe avec la Grande-Bretagne » où les musulmans seraient majoritaires. Le 6 février, Jinnah informa le vice-roi que la Ligue demandait la partition au lieu de la fédération envisagée par le Government of India Act de 1935. La « résolution de Lahore », basée sur les recommandations du sous-comité, adopta l'idée de deux États séparés et appelait à l'union et à l'autonomie complète des provinces à majorité musulmanes du nord-ouest de l'Inde britannique. Des droits similaires devaient être accordées aux régions à majorité musulmane à l'Est ainsi que des protections non spécifiées pour les minorités musulmanes dans les autres provinces. La résolution fut adoptée par la session de la Ligue à Lahore le 23 mars 1940,.
La réaction de Gandhi à la résolution de Lahore fut mitigée ; il la qualifia de « déroutante » mais dit à ses disciples que les musulmans, ainsi que les autres peuples de l'Inde, avaient le droit à l'autodétermination. Les dirigeants du Congrès étaient plus virulents ; Jawaharlal Nehru (le fils de Motilal) parla de la résolution comme des « propositions invraisemblables de Jinnah » tandis que Chakravarti Râjagopâlâchâri jugea que les idées de Jinnah sur la partition étaient « le signe d'un esprit malade ». Lord Linlithgow rencontra Jinnah en juin 1940 peu après que Winston Churchill fut devenu Premier ministre. En août, il offrit à la Ligue et au Congrès la représentation indienne dans les conseils de guerre en échange d'un soutien complet à l'effort de guerre. Le vice-roi promit qu'après la guerre, un corps représentatif serait formé pour déterminer l'avenir de l'Inde et qu'aucune décision ne serait prise contre la volonté d'une majorité de la population. Cela ne satisfaisait ni le Congrès ni la Ligue, même si Jinnah était content de voir que les Britanniques le reconnaissaient comme le représentant des intérêts de la communauté musulmane. De peur de diviser la Ligue, Jinnah refusa de faire des propositions précises sur les frontières du Pakistan ou sur les relations du nouvel État avec le Royaume-Uni et le reste du sous-continent .
L'attaque japonaise de Pearl Harbor en décembre 1941 fit entrer les États-Unis dans le conflit. En quelques mois, les Japonais progressèrent rapidement en Asie du Sud-Est et le cabinet britannique envoya le député Stafford Cripps pour apaiser les Indiens et les pousser à soutenir pleinement la guerre. Cripps proposa, dans ce qui fut surnommé l'« option locale », de permettre à certaines provinces de choisir de rester en dehors d'un gouvernement central indien soit temporairement soit définitivement, de devenir des dominions autonomes ou de former une autre confédération. Il n'était absolument pas certain que la Ligue musulmane rassemble suffisamment de votes pour que des provinces mixtes comme le Bengale ou le Pendjab fassent sécession et Jinnah refusa les propositions car elles ne reconnaissaient pas suffisamment le droit à l'existence du Pakistan. Le Congrès rejeta également le plan de Cripps et demanda des concessions immédiates que Cripps n'était pas préparé à faire,. Malgré le rejet, Jinnah et la Ligue considéraient que la proposition reconnaissait de facto le Pakistan.

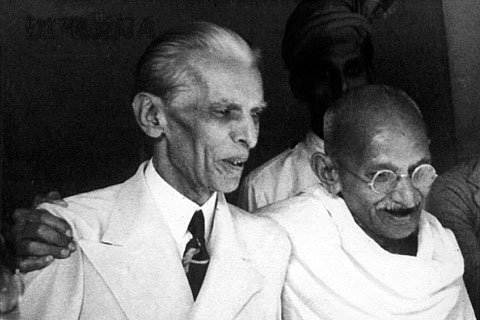
Jinnah et Gandhi en septembre 1944

À la suite de l'échec de la mission de Cripps, le Congrès organisa, en août 1942, un vaste mouvement de désobéissance civile prévu pour durer jusqu'à ce que les Britanniques quittent l'Inde. Les principaux leaders du Congrès furent emprisonnés et Gandhi fut assigné à résidence dans l'un des palais de l'Aga Khan jusqu'à sa libération pour raisons de santé en 1944. Les leaders du Congrès étant absents de la scène politique, Jinnah avertit de la menace d'une domination hindoue et poursuivit ses demandes pour un Pakistan sans entrer dans les détails de sa création. Il travailla également à renforcer le contrôle politique de la Ligue au niveau provincial,. Il aida à la création du journal Dawn au début des années 1940 à Delhi ; la publication permit de propager le message de la Ligue et devint le plus important magazine anglophone du Pakistan.
En septembre 1944, Jinnah et Gandhi se rencontrèrent dans la résidence du leader musulman à Bombay. Malgré deux semaines de négociations, ils n'arrivèrent à aucun accord. Jinnah insista pour que le Pakistan soit reconnu avant le départ des Britanniques et qu'il soit créé immédiatement après leur départ, tandis que Gandhi proposa l'organisation de plébiscites sur la partition après l'indépendance d'une Inde unie. Au début de l'année 1945, Liaquat rencontra, avec l'approbation de Jinnah, l'un des rares dirigeants du Congrès encore en liberté, Bhulabhai Desai : ils s'accordèrent sur le fait qu'après la fin de la guerre, le Congrès et la Ligue forment un gouvernement provisoire et que les membres du conseil exécutif du vice-roi soient nommés à égalité par le Congrès et la Ligue. Lorsque les leaders du Congrès furent libérés de prison en juin 1945, ils rejetèrent l'accord et condamnèrent Desai pour avoir négocié sans l'autorité suffisante.

#### Après-guerre

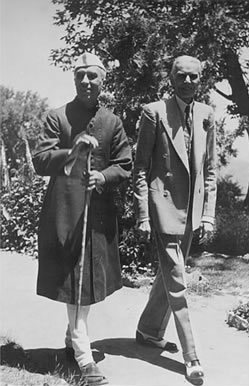
Nehru (à gauche) et Jinnah durant la conférence de Shimla en 1946

Le maréchal Wavell succéda à Lord Linlithgow au poste de vice-roi en 1943. En juin 1945, à la suite de la libération des dirigeants du Congrès, Wavell appela à l'organisation d'une conférence et invita les chefs des différentes communautés à le rejoindre à Shimla. Il proposa l'instauration d'un gouvernement provisoire sur le modèle de ce qu'avaient négociés Liaquat et Desai. Wavell ne souhaitait cependant pas garantir que les candidats de la Ligue seraient les seuls candidats pour les sièges réservés aux musulmans. Tous les autres groupes invités présentèrent des listes de candidats au vice-roi. Wavell mit un terme à la conférence au milieu du mois de juillet sans chercher à obtenir un nouvel accord ; avec l'imminence des élections générales britanniques, le gouvernement de Churchill ne considérait pas judicieux de continuer.
En juillet, Clement Attlee remplaça Churchill et il demanda immédiatement au secrétaire d'État pour l'Inde, Frederick Pethick-Lawrence de mener une évaluation de la situation indienne. Jinnah ne fit aucun commentaire sur le changement de gouvernement mais organisa une réunion de son comité de travail et délivra une déclaration demandant de nouvelles élections en Inde. L'influence de la Ligue au niveau provincial dans les régions à majorité musulmanes était essentiellement liée à des alliances et Jinnah considérait que, si elle en avait l'opportunité, la Ligue pourrait accroire son pouvoir politique et renforcer sa revendication d'être le seul porte-parole des musulmans. Wavel retourna en Inde en septembre après avoir consulté le nouveau gouvernement à Londres et il annonça des élections au niveau national et provincial. Les Britanniques indiquèrent que la formation d'une assemblée constituante suivrait rapidement le scrutin.
La Ligue déclara qu'elle ne ferait campagne que sur une seule question : le Pakistan. Lors d'un discours à Ahmedabad, Jinnah annonça que « le Pakistan est une question de vie ou de mort pour nous ». Lors des élections de décembre 1945 pour l'Assemblée constituante, la Ligue remporta presque tous les sièges réservés aux musulmans et elle rassembla 75 % du vote musulman lors des élections provinciales de janvier 1946, une hausse spectaculaire par rapport aux 4,4 % réunis en 1937. Selon son biographe Bolitho, « c'était l'heure de gloire de Jinnah : ses campagnes politiques difficiles, ses convictions et ses revendications solides étaient finalement justifiées ». Wolpert écrivit que l'élection « semblait prouver l'attrait universel du Pakistan parmi les musulmans du sous-continent ». Le Congrès dominait néanmoins l'Assemblée constituante même s'il avait perdu quatre sièges.
En février 1946, le cabinet britannique se résolut à envoyer une délégation en Inde pour négocier avec les leaders locaux et sortir de l'impasse. La mission comprenait Cripps et Pethick-Lawrence et arriva à New Delhi à la fin du mois de mars. Les négociations avaient été rares depuis le mois d'octobre du fait des élections en Inde. Les Britanniques proposèrent en mai un plan prévoyant une Inde unie avec des provinces largement autonomes et demandant la création de « groupes » de provinces formés suivant la religion. La défense et les relations étrangères seraient gérées par une autorité centrale. Les provinces auraient la possibilité de quitter complètement l'union et un gouvernement provisoire serait mis en place avec des membres du Congrès et de la Ligue. Jinnah et son comité de travail acceptèrent ce plan en juin mais les négociations échouèrent sur la répartition des sièges au sein du gouvernement provisoire et sur le désir du Congrès d'avoir un membre musulman dans sa représentation. Avant de quitter l'Inde, les émissaires britanniques déclarèrent qu'ils avaient l'intention de créer un gouvernement provisoire même si l'un des principaux partis refusait d'y participer.
Le Congrès rejoignit rapidement le nouveau gouvernement indien. La Ligue fut plus lente à accepter et n'y entra qu'en octobre 1946. Ce faisant, Jinnah abandonna ses demandes pour une parité avec le Congrès et un droit de veto sur les sujets concernant les musulmans. Le nouveau gouvernement se réunit au milieu d'une forte agitation sociale et des émeutes interreligieuses firent plus de 4 000 morts à Calcutta en août 1946. Le Congrès voulait que le vice-roi convoque immédiatement l'Assemblée constituante pour qu'elle commence à travailler à la rédaction d'une nouvelle constitution et considérait que les ministres de la Ligue devaient accepter la demande ou quitter le gouvernement. Wavell tenta d'apaiser les tensions en convoquant des dirigeants comme Jinnah, Liaquat et Jawaharlal Nehru à Londres en décembre 1946. À la fin des discussions, les participants délivrèrent une déclaration affirmant que la constitution ne serait pas imposée aux régions indiennes qui n'en voudraient pas. En revenant de Londres, Jinnah et Liaquat s'arrêtèrent au Caire durant plusieurs jours pour participer à un rassemblement panislamique.
Le Congrès approuva la déclaration conjointe malgré le mécontentement de certains de ses membres. La Ligue refusa de faire de même et ne participa pas aux discussions sur la constitution. Jinnah avait été favorable à des liens avec l'Hindoustan (nom parfois donné à l'État à majorité hindoue issu de la partition) comme la formation d'une armée conjointe mais en décembre 1946, il insista sur la création d'un Pakistan pleinement souverain avec le statut de dominion.
À la suite de l'échec des négociations de Londres, Jinnah n'était pas pressé de parvenir à un accord en calculant que le temps lui permettrait de rattacher les provinces mixtes du Bengale et du Pendjab au Pakistan malgré la présence d'importantes minorités non musulmanes. Le gouvernement Attlee désirait organiser un départ rapide des Britanniques d'Inde mais n'avait pas confiance en Wavell pour parvenir à cet objectif. À partir de décembre 1946, les officiels britanniques commencèrent à lui chercher un successeur et ils se tournèrent vers Louis Mountbatten, un chef de guerre populaire parmi les conservateurs et les travaillistes.

#### Mountbatten et l'indépendance

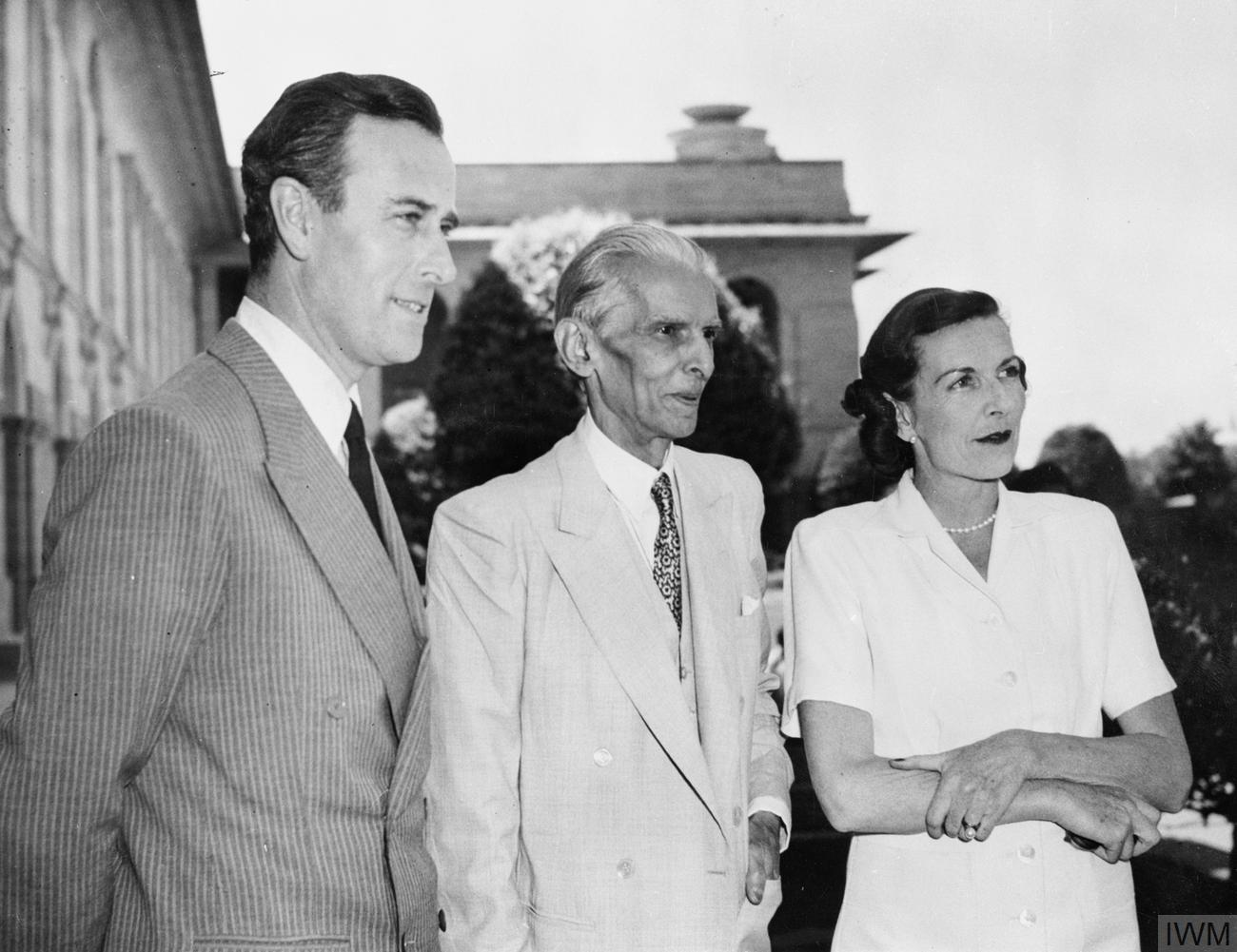
Louis et Edwina Mountbatten avec Jinnah en 1947

Le 20 février 1947, Attlee annonça la nomination de Mountbatten et la décision britannique de transférer le pouvoir en Inde au plus tard en juin 1948. Mountbatten prit ses fonctions de vice-roi le 24 mars 1947, deux jours après son arrivée en Inde. À ce moment, le Congrès s'était résigné à l'idée d'une partition. Nehru avança en 1960, « la vérité est que nous étions des hommes fatigués et que nous prenions de l'age… Le plan de partition offrait une voie de sortie et nous l'avons saisi ». Les leaders du Congrès décidèrent que la présence de provinces à majorité musulmanes largement autonomes dans une future Inde ne valait pas la perte du gouvernement central fort qu'ils désiraient. Le Congrès insista cependant sur le fait que si le Pakistan devenait indépendant, le Pendjab et le Bengale devraient être divisés.
Mountbatten avait été averti par ses conseillers que Jinnah serait son « client le plus coriace » et qu'il s'était révélé une nuisance chronique car « personne dans ce pays [Inde] n'est encore entré dans son esprit ». Les deux hommes se rencontrèrent pendant six jours à partir du 5 avril. Les échanges commencèrent avec légèreté lorsque Jinnah, photographié entre Louis et Edwina Mountbatten, lança « une rose entre deux épines », ce que le vice-roi prit, peut-être à tort, comme une preuve que le chef musulman avait préparé sa plaisanterie mais s'attendait à ce que la vice-reine se trouve au milieu. Mountbatten ne fut pas particulièrement impressionné par Jinnah et exprima à plusieurs reprises auprès de son entourage sa frustration concernant l'insistance de Jinnah sur le Pakistan en dépit de tous ses arguments.
Jinnah craignait qu'à la fin de la présence britannique en Inde, ces derniers céderaient le pouvoir à l'Assemblée constituante dominée par le Congrès mettant ainsi en péril les espoirs musulmans pour obtenir l'autonomie. Il demanda que Mountbatten divise l'armée avant l'indépendance, ce qui prendrait au moins un an. Mountbatten avait espéré que des négociations futures permettraient la création d'une armée commune mais Jinnah considérait comme essentiel qu'un État souverain dispose de ses propres forces armées. Mountbatten rencontra Liaquat le dernier jour des discussions avec Jinnah et conclut, comme il le dit à Attlee et au cabinet en mai, qu'« il est devenu clair que la Ligue musulmane prendra les armes si le Pakistan n'est pas reconnu, ». Le vice-roi était également influencé par les réactions négatives des musulmans à la proposition de constitution présentée par l'Assemblée constituante et qui accordait de larges pouvoirs au futur gouvernement central.
Le 2 juin, le plan final fut présenté par le vice-roi aux leaders indiens. Le 15 août, les Britanniques céderaient le pouvoir à deux dominions. Les provinces pourront voter pour continuer au sein de l'Assemblée constituante existante ou en former une nouvelle, c'est-à-dire rejoindre le Pakistan. Le Bengale et le Pendjab voteraient à la fois sur le choix de l'assemblée et sur la possibilité d'une partition. Une commission frontalière détermineraient les frontières définitives des provinces divisées. Des plébiscites seraient organisés dans la province de la Frontière-du-Nord-Ouest (dont la Ligue n'était pas au pouvoir malgré une majorité musulmane écrasante) et dans le district de Sylhet à majorité musulmane de l'Assam adjacente au Bengale oriental. Le 3 juin, Mountbatten, Nehru, Jinnah et le leader sikh, Baldev Singh, annoncèrent formellement la décision à la radio,,. Jinnah conclut son message par Pakistan zindabad (« Longue vie au Pakistan ») qui ne figurait pas dans le texte. Au cours des semaines qui suivirent, le Pendjab et le Bengale se prononcèrent pour une partition. Le district de Sylhet et la province de la Frontière-du-Nord-Ouest choisirent de rejoindre le Pakistan, une décision suivie par les assemblées du Sind et du Baloutchistan.
Le 4 juillet 1947, Liaquat demanda, pour le compte de Jinnah, à Mountbatten de proposer au roi britannique George VI que Jinnah soit le premier gouverneur général du Pakistan. Cette requête irrita Mountbatten qui avait espéré avoir cette position dans les deux dominions (il fut le premier gouverneur général de l'Inde) mais Jinnah considérait que Mountbatten soutiendrait probablement le nouvel État à majorité hindou du fait de sa proximité avec Nehru. De plus, le gouverneur général serait initialement un personnage puissant et Jinnah n'avait confiance en personne d'autre pour assumer ce rôle. Même si la commission frontalière, menée par l'avocat britannique Cyril Radcliffe, n'avait pas encore présenté ses conclusions, des mouvements massifs de population avaient lieu entre les deux nations en devenir et les violences religieuses étaient nombreuses. Jinnah vendit sa maison de Bombay et en acheta une nouvelle à Karachi. Le 7 août, Jinnah, ainsi que sa sœur Fatima et ses conseillers, s'envolèrent de Delhi à Karachi dans l'avion de Mountbatten et alors que l'avion roulait sur la piste, il murmura, « c'est la fin de tout cela,, ». Le 11 août, il présida la nouvelle Assemblée constituante du Pakistan à Karachi et proclama la liberté de religion en déclarant, « vous êtes libres ; vous êtes libres d'aller dans vos temples, vous êtes libres d'aller dans vos mosquées ou dans tout autre lieu de culte dans cet État du Pakistan… Vous pouvez appartenir à toute religion ou caste ou croyance qui n'a rien à voir avec l'exercice de l'État ». Le 14 août, le Pakistan devint officiellement indépendant et Jinnah organisa les célébrations à Karachi. Un observateur écrivit, « ici, l'empereur-roi du Pakistan, l'archevêque de Cantorbéry et le Premier ministre se trouvent effectivement concentrés dans un formidable Quaid-e-Azam (« Grand Leader ») ».

### Gouverneur général

Partage de l'Inde britannique en 1947

La commission Radcliffe chargée de diviser le Bengale et le Pendjab rendit ses conclusions à Mountbatten le 12 août mais le dernier vice-roi garda les cartes jusqu'au 17 pour ne pas gâcher les célébrations de l'indépendance dans les deux pays. Il existait déjà des mouvements de populations et des violences religieuses mais la publication de la ligne Radcliffe divisant les nouvelles nations entraîna des migrations de masse, des meurtres et des nettoyages ethniques. Beaucoup d'habitants se trouvant du « mauvais côté » de la ligne fuirent, furent assassinés ou assassinèrent dans l'espoir que la situation sur le terrain ferait changer le verdict de la commission. Radcliffe écrivit dans son rapport qu'aucun des deux camps ne serait satisfait du partage et il refusa d'être payé pour son travail. Christopher Beaumont, le secrétaire particulier de Radcliff, écrivit plus tard que Mountbatten « doit porter la responsabilité, bien qu'il ne soit pas le seul, pour le massacre d'entre 500 000 et un million d'hommes, de femmes et d'enfants dans le Pendjab ». Près de 14 500 000 furent déplacés entre l'Inde et le Pakistan pendant et après la partition. Jinnah fit ce qu'il put pour aider les huit millions de personnes ayant émigrées au Pakistan. Même s'il avait plus de 70 ans et était affaibli par ses problèmes pulmonaires, il voyagea dans tout le Pakistan occidental pour superviser personnellement l'aide aux réfugiés. Selon l'historien Ahmed, « ce dont le Pakistan avait le plus désespérément besoin dans ces premiers mois était un symbole de l'État qui pourrait unir le peuple et lui donner le courage et la volonté de réussir ».
Avec Liaquat et Abdur Rab Nishtar, Jinnah représenta la Ligue au conseil de division pour répartir les biens publics entre l'Inde et le Pakistan. Le Pakistan devait recevoir un-sixième des biens gouvernementaux d'avant l'indépendance et ces propriétés furent soigneusement divisées par un accord qui spécifiait même le nombre de feuilles de papier que chaque camp recevrait. Le nouvel État indien fut cependant lent à donner sa part au Pakistan en espérant l'effondrement de son gouvernement naissant et la réunification. Peu de membres de la fonction publique et de la police indienne avaient choisi le Pakistan qui dut affronter des pénuries d'effectifs. Les agriculteurs étaient coupés de leurs marchés par la nouvelle frontière et les équipements étaient rares. En plus du problème massif des réfugiés, le nouveau gouvernement essaya de sauver les récoltes abandonnées, de rétablir la sécurité et de subvenir aux besoins de base de sa population. Selon l'économiste Yasmeen Niaz Mohiuddin dans son étude du Pakistan, « même si le Pakistan est né dans le sang et le tumulte, il a survécu aux premiers mois difficiles après la partition uniquement grâce aux sacrifices colossaux consentis par ses habitants et par les efforts désintéressés de son grand leader ».
Avant de partir, les Britanniques conseillèrent aux centaines d'États princiers des Indes de choisir entre le Pakistan et l'Inde. La plupart le firent avant l'indépendance mais les retardataires contribuèrent à des tensions qui existent encore de nos jours entre les deux pays. Les dirigeants indiens furent irrités par les tentatives de Jinnah pour pousser les princes de Jodhpur (entre autres États du Rajputana,), de Bhopal et d'Indore à rejoindre le Pakistan même si ces États princiers ne jouxtaient pas tous le Pakistan et abritaient une population majoritairement hindoue. L'État princier côtier de Junâgadh ne bordait pas le Pakistan et était peuplé par une majorité d'hindous mais rejoignit le Pakistan en septembre 1947 lorsque le nawab, Shah Nawaz Bhutto présenta personnellement les documents d'adhésion à Jinnah. L'Inde occupa la principauté en novembre et la famille Bhutto s'installa au Pakistan où elle acquit une grande influence politique.
La région la plus contestée était, et continue d'être, la principauté de Jammu-et-Cachemire. Elle possédait une population majoritairement musulmane et était gouvernée par un maharaja hindou, Hari Singh, qui temporisa son choix entre le Pakistan et l'Inde. La population s'étant soulevée en octobre 1947 avec l'aide de paramilitaires pakistanais, le maharaja décida de rejoindre l'Inde et des troupes indiennes furent rapidement déployées dans le territoire. Jinnah s'opposa à cette décision et ordonna aux troupes pakistanaises d'avancer dans le Cachemire. L'armée pakistanaise était toujours commandée par des officiers britanniques et son commandant, le général Douglas Gracey, refusa d'appliquer cet ordre en avançant qu'il ne pouvait pas envahir ce qui était considéré comme le territoire d'une autre nation. La Première Guerre indo-pakistanaise se termina en décembre 1948 par la signature d'un cessez-le-feu sous l'égide des Nations unies et la ligne de front à cette date continue de marquer la limite entre les deux pays,.
Certains historiens ont avancé que les avances de Jinnah vers les dirigeants des principautés à majorité hindous et sa manœuvre avec Junâgadh montrent ses mauvaises intentions envers l'Inde car Jinnah avait défendu la séparation sur une base religieuse et tentait de rallier des territoires majoritairement hindous. Dans son livre Patel: A Life, Rajmohan Gandhi avance que Jinnah espérait l'organisation d'un plébiscite à Junâgadh, sachant que le Pakistan allait perdre, dans l'espoir que ce principe serait appliqué au Cachemire. Malgré une résolution des Nations-Unies demandant l'organisation d'un plébiscite au Cachemire, ce dernier n'eut jamais lieu.
En janvier 1948, le gouvernement indien accepta finalement de donner au Pakistan sa part des biens de l'Inde britannique. Cette décision fut accélérée par Gandhi qui menaçait de mener une grève de la faim. Quelques jours plus tard, il fut assassiné par un hindou qui le considérait comme pro-musulman. Jinnah présenta ses condoléances en décrivant Gandhi comme « l'un des plus grands hommes issus de la communauté hindoue ». Malgré sa santé déclinante, Jinnah réalisa son seul voyage après l'indépendance dans le Pakistan oriental en mars. Dans un discours devant une foule d'environ 300 000 personnes, Jinnah déclara (en anglais) que l'ourdou serait la seule langue nationale du Pakistan car il considérait qu'une langue unique était nécessaire pour maintenir l'unité d'une nation. Les habitants bengalophones du Pakistan oriental s'opposèrent fermement à cette politique et cette question fut un élément central dans la sécession de la région en 1971 qui forma le Bangladesh.

### Maladie et mort

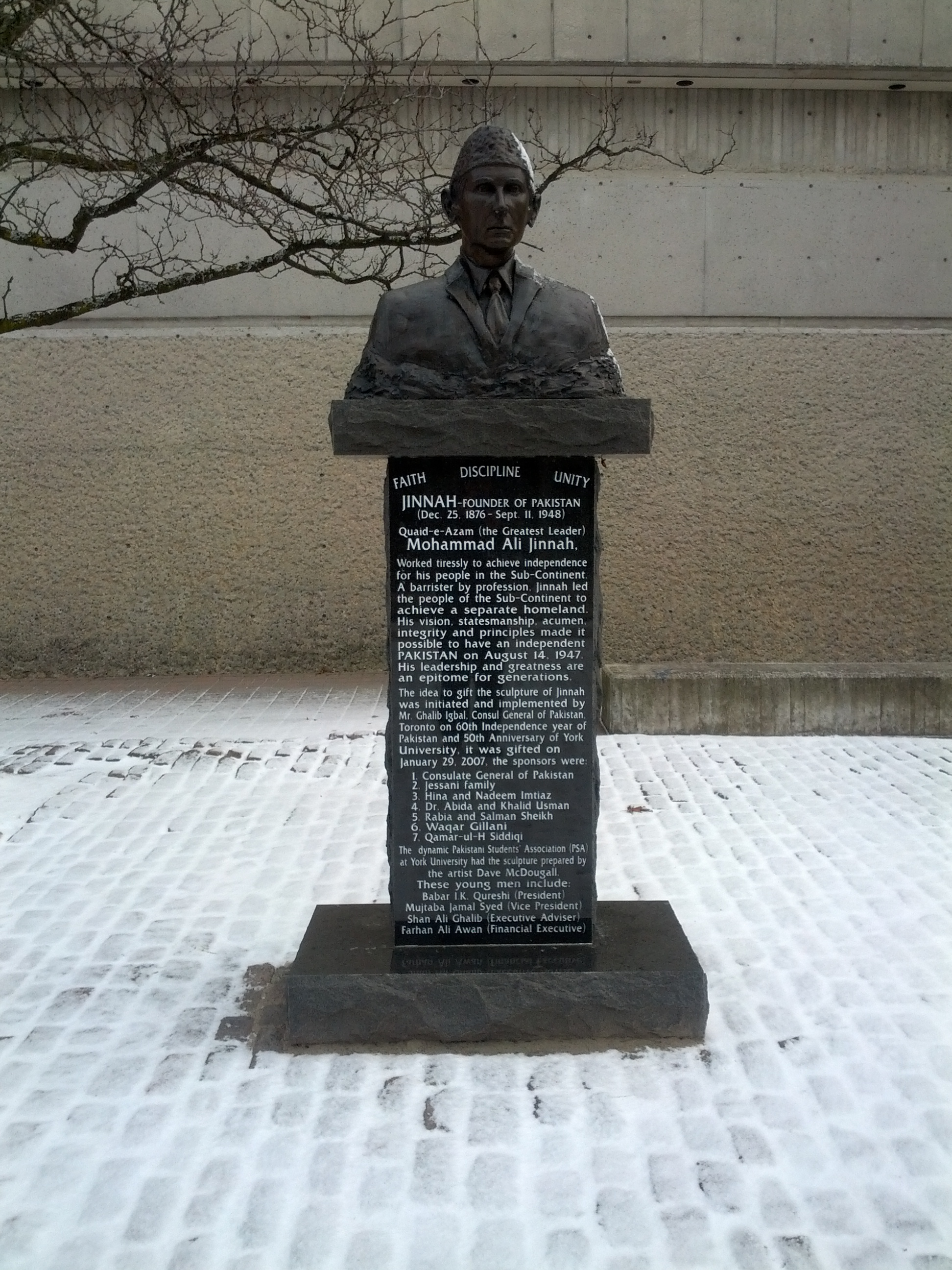
Statue de Jinnah à l'université de Toronto.

À partir des années 1930, Jinnah commença à souffrir de tuberculose mais seuls sa sœur et quelques proches connaissaient son état. Jinnah considérait que l'annonce de sa maladie lui serait dommageable politiquement. Dans une lettre de 1938, il écrivit à un partisan que « vous avez certainement lu dans les journaux combien pendant mes visites… J'ai souffert, ce qui n'était pas lié à un problème personnel mais aux irrégularités [de l'emploi du temps] et aux tensions qui pèsent sur ma santé, ». Mountbatten affirma des années plus tard que s'il avait su que Jinnah était si malade, il aurait temporisé ses décisions dans l'espoir que la mort de Jinnah permette d'éviter la partition. Fatima Jinnah écrivit par la suite, « même dans son heure de gloire, le Quaid-e-Azam était gravement malade… Il travailla avec frénésie pour consolider le Pakistan. Et, bien sûr, il négligea complètement sa santé… ». Jinnah travaillait avec une boite de cigares cubains et une boite de cigarettes Craven A sur son bureau dont il avait fumé une cinquantaine par jour pendant les trente années précédentes. Il prit des congés de plus en plus longs dans l'aile privée de la Government House de Karachi où seuls Fatima et les serviteurs étaient autorisés.
En juin 1948, Fatima et lui s'envolèrent à Quetta dans les montagnes du Baloutchistan pour fuir la chaleur étouffante de Karachi. Il ne parvint pas à complètement récupérer et il s'adressa aux officiers de l'académie militaire en déclarant, « vous, avec les autres forces armées du Pakistan, êtes les gardiens de la vie, de la propriété et de l'honneur du peuple du Pakistan ». Il retourna à Karachi le 1er juillet pour donner un discours pour la cérémonie d'inauguration de la Banque d'État du Pakistan ; sa participation à une réception organisée par un commerçant canadien pour célébrer la Fête du Canada fut sa dernière apparition publique.
Le 6 juillet 1948, Jinnah retourna à Quetta mais sur les conseils de ses médecins, il se rendit rapidement dans une retraite encore plus élevée à Ziarat à 2 400 mètres d'altitude. Jinnah avait toujours été réticent à subir des traitements médicaux mais, réalisant son état, le gouvernement pakistanais envoya les meilleurs médecins qu'il put trouver pour le soigner. Les tests confirmèrent qu'il souffrait de tuberculose et qu'il était atteint d'un cancer du poumon. Jinnah fut informé et demanda toutes les informations sur la maladie et que l'annonce soit faite avec tact avec sa sœur. Il fut traité avec un antibiotique récemment découvert, la streptomycine, mais son état continua de se détériorer. Il fut ramené à Quetta le 13 août, la veille du jour de l'indépendance, pour lequel une déclaration écrite pour lui fut publiée. Malgré un regain de son appétit (il pesait alors 36 kg), il était clair pour ses médecins que s'il voulait retourner à Karachi en vie, il devrait le faire rapidement. Jinnah était peu disposé à partir car il ne souhaitait pas que ses assistants le voient comme un invalide sur un brancard.
Le 9 septembre, Jinnah développa une pneumonie. Les médecins le pressèrent de retourner à Karachi où il pourrait recevoir de meilleurs soins et, avec son accord, il fut emmené en avion jusqu'à la capitale. Ilahi Bux, son médecin personnel, considérait que le changement d'avis de Jinnah avait été causé par la proximité de la mort. L'avion atterrit à Karachi où il fut accueilli par la limousine de Jinnah et une ambulance. Cette dernière ne pouvait cependant pas emmener Jinnah et son brancard et le gouverneur général et ses proches durent attendre dans la chaleur étouffante l'arrivée d'une ambulance de remplacement. Jinnah arriva finalement à la Government House deux heures après son atterrissage. Il mourut le 11 septembre à 22 h 20 dans sa résidence de Karachi, un peu plus d'un an après la création du Pakistan,.
Le Premier ministre indien Nehru déclara à la mort de Jinnah, « comment pouvons-nous le juger ? J'ai souvent été très en colère contre lui dans les dernières années. Mais je n'ai maintenant plus d'amertume envers lui, uniquement une grande tristesse pour tout ce qui a été fait… Il a réussi sa quête et a remporté son objectif mais à quel prix et avec quelles différences par rapport à ce qu'il avait imaginé ». Jinnah fut inhumé le 12 septembre 1948 durant un jour de deuil à la fois au Pakistan et en Inde ; un million de personnes assistèrent à ses funérailles. Le gouverneur général de l'Inde, Chakravarti Râjagopâlâchâri, annula une réception officielle pour honorer le défunt. Jinnah repose aujourd'hui dans un large mausolée de marbre, le Mazar-e-Quaid à Karachi,,.

## Héritage
Dina Wadia, la fille de Jinnah, resta en Inde après l'indépendance avant de s'installer à New York. Lors de l'élection présidentielle de 1965, Fatima Jinnah, alors surnommée la Madar-e-Millat (« Mère de la Nation ») fut la candidate malheureuse d'une coalition de partis opposés au président Muhammad Ayub Khan. La Jinnah House de Bombay appartient au gouvernement indien mais sa propriété est contestée par le gouvernement pakistanais. Jinnah avait personnellement demandé au Premier ministre Nehru de préserver sa résidence car il espérait un jour pouvoir revenir à Bombay. Il a été proposé d'offrir le bâtiment au gouvernement pakistanais pour établir un consulat dans la ville dans un geste de bonne volonté mais Dina Wadia a toujours réclamé sa propriété,.
Après la mort de Jinnah, sa sœur Fatima a demandé l'application de son testament sous la loi islamique chiite. Cela entraîna une controverse sur les affiliations religieuses de Jinnah. L'universitaire Vali Nasr a déclaré que Jinnah « était un ismaélien de naissance et un chiite duodécimain par confession même s'il n'était pas un homme très religieux ». En 1970, Hussain Ali Ganji Walji, un membre de la famille de Jinnah avança que Jinnah s'était converti à l'islam sunnite et que selon cette loi, il pouvait obtenir une partie de l'héritage de Fatima récemment décédée. La Haute Cour de Karachi affirma la même année que la « foi musulmane séculière [de Jinnah] ne faisait de lui ni un chiite ni un sunnite » avant de rejeter l'affirmation de Walji en 1976 en avançant que la famille Jinnah était effectivement chiite. La même cour affirma finalement en 1984 que « le Quaid n'était absolument pas un chiite ». En public, Jinnah adoptait une posture neutre car il « essayait de rassembler les musulmans d'Inde sous la bannière d'une foi musulmane générale et non sous une identité sectaire déchirante ». Liaquat H. Merchant, un descendant de la famille Jinnah, avança qu'« il n'était pas un chiite, il n'était pas non plus un sunnite, il était simplement un musulman ».
Selon l'économiste Mohiuddin, « [Jinnah] était et continue d'être très estimé au Pakistan comme George Washington l'est aux États-Unis… Le Pakistan doit son existence à sa conduite, sa ténacité et son jugement… L'importance de Jinnah dans la création du Pakistan est monumentale et incommensurable ». Dans un discours honorant Jinnah en 1998, l'historien Wolpert le qualifia de plus grand leader du Pakistan.

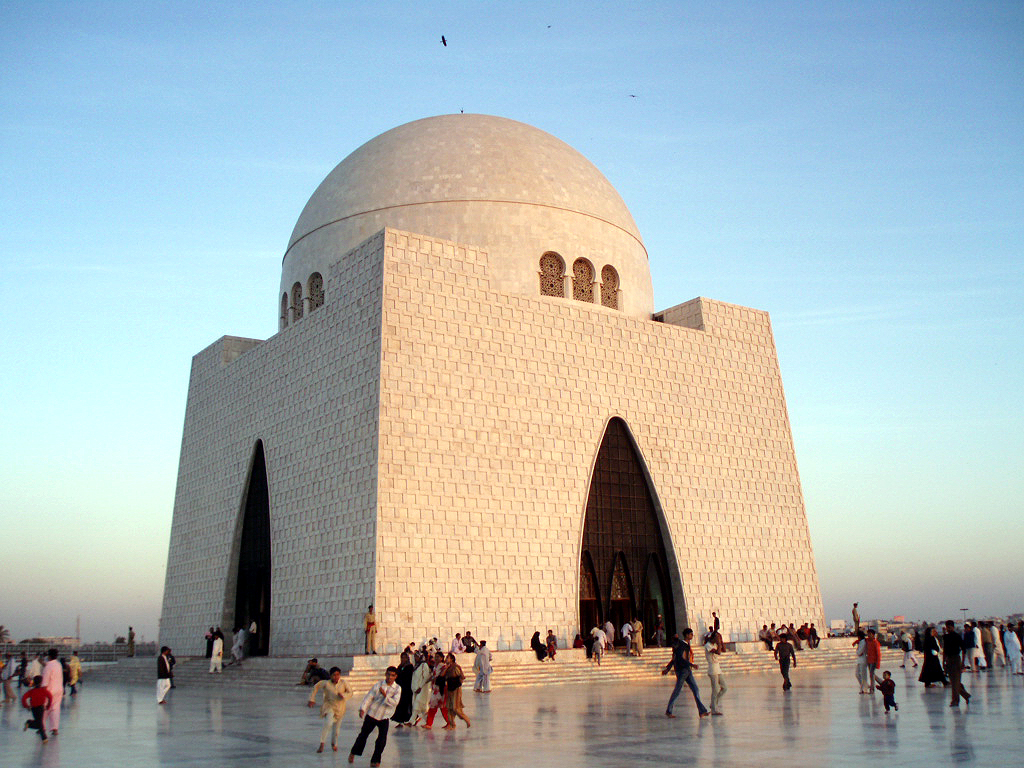
Le mausolée de Muhammad Ali Jinnah à Karachi

Selon Singh, « avec la mort de Jinnah, le Pakistan perdit ses amarres. En Inde, il n'y aura pas de sitôt un autre Gandhi, ni un autre Jinnah au Pakistan ». L'historien Malik écrivit que « tant que Jinnah était en vie, il pouvait persuader et même contraindre les chefs régionaux à faire des concessions les uns envers les autres mais après sa mort, le manque de consensus sur la répartition du pouvoir politique et des ressources économiques entraîna souvent des controverses ». Pour Mohiuddin, « la mort de Jinnah priva le Pakistan d'un chef qui aurait pu améliorer la stabilité et la gouvernance démocratique… La route sinueuse vers la démocratie au Pakistan et celle relativement droite en Inde peut, dans une certaine mesure, être attribuée à la tragédie pakistanaise d'avoir perdu un chef aussi incorruptible et révéré si tôt après l'indépendance ».
Jinnah est représenté sur tous les billets de banque pakistanais et a donné son nom à de nombreuses institutions publiques du pays. Le principal aéroport pakistanais à Karachi porte son nom et son mausolée est l'un des principaux monuments de la ville. Deux jours fériés pakistanais font référence à Jinnah. Le 11 août qui commémore son discours de tolérance devant l'Assemblée constituante pakistanaise en 1947 et honore le rôle des minorités non musulmanes au Pakistan ; il est ainsi appelé National Minority Day. Le 25 décembre, jour de sa naissance, est également un jour férié tandis que le 11 septembre, date de sa mort, a dans le passé été férié mais est aujourd'hui une fête nationale non chômée.
Il existe de très nombreuses études universitaires sur Jinnah rédigées au Pakistan mais selon Akbar S. Ahmed, elles ne sont pas très lues en dehors du pays et évitent généralement toute critique. Selon Ahmed, presque tous les livres sur Jinnah écrits en dehors du Pakistan mentionnent qu'il buvait de l'alcool et mangeait du porc, un fait ignoré dans les livres pakistanais. Ahmed suggère qu'évoquer la consommation d'alcool ou de porc du Quaid nuirait à son identité islamique et par extension à celle du Pakistan. Certaines sources avancent qu'il aurait abandonné l'alcool vers la fin de sa vie,.
Selon l'historienne Ayesha Jalal, alors que la tendance pakistanaise est à l'hagiographie, Jinnah est considéré négativement en Inde. Ahmed juge Jinnah comme « la personne la plus malfaisante de l'histoire indienne récente… En Inde, beaucoup le considèrent comme le démon qui a divisé le pays ». Même de nombreux musulmans indiens le jugent négativement et voient en lui le responsable de leurs malheurs en tant que minorité religieuse. Certains historiens comme Jalal et Hormasji Maneckji Seervai avancent que Jinnah n'a jamais voulu la partition de l'Inde qui selon eux était la conséquence du refus des leaders du Congrès de partager le pouvoir avec la Ligue musulmane. Ils affirment que Jinnah a uniquement utilisé la demande d'un Pakistan indépendant pour essayer de mobiliser ses soutiens et obtenir des droits importants pour les musulmans. Jinnah a remporté l'admiration de politiciens nationalistes indiens comme Lal Krishna Advani dont les déclarations lui rendant hommage pour avoir créé un État laïc ont causé l'indignation de son parti.
En Occident, les évaluations de Jinnah ont été, dans une certaine mesure, influencées par sa représentation dans le film de 1982 de Richard Attenborough, Gandhi. Le film était dédié à Nehru et Mountbatten et reçut un soutien considérable de la part de la fille de Nehru, la Première ministre indienne, Indira Gandhi. Jinnah (joué par Alyque Padamsee) y est représenté comme un personnage hargneux et vil qui semble agir par jalousie envers Gandhi. Padamsee avança plus tard que son portrait n'était pas correct du point de vue historique. Un autre film retraçant sa vie, Jinnah, est sorti en 1998 au Pakistan, au Canada et au Royaume-Uni. Dans le rôle-titre, Christopher Lee en parle comme de la meilleure performance de sa carrière. Le fait que Lee ait joué dans des films d'épouvante et de vampires avant d'incarner Jinnah a provoqué des polémiques au Pakistan à la sortie du film.
Dans un article de journal sur le premier gouverneur général du Pakistan, l'historien affirme que Jinnah est universellement reconnu comme le personnage central dans la création du Pakistan. Wolpert résuma l'influence profonde qu'eut Jinnah sur le monde :

« Peu d'individus ont significativement altéré le cours de l'histoire. Encore moins ont modifié la carte du monde. Presque aucun ne peut être crédité de la création d'un État-nation. Mohammad Ali Jinnah appartient à ces trois catégories. »